# Dyrygent (film)
Dyrygent – polski dramat psychologiczny z 1979 roku w reżyserii Andrzeja Wajdy. Adaptacja opowiadania Andrzeja Kijowskiego pod tym samym tytułem. 

## Opis fabuły
Bohaterem filmu jest John Lasocki (John Gielgud), amerykański dyrygent pochodzenia polskiego, który po swej międzynarodowej karierze decyduje się powrócić do Polski, aby poprowadzić okolicznościowy koncert muzyki Ludwiga van Beethovena. Jedną z ulubienic dyrygenta jest Marta Pietryk (Krystyna Janda), której zazdrosny mąż Adam (Andrzej Seweryn) – niespełniony dyrygent bez autorytetu – knuje intrygę przeciwko gościowi.

## Produkcja
Zdjęcia do filmu kręcono w następujących lokacjach:
- Warszawa (wieżowiec Intraco, Hotel "Solec", teren ambasady USA, Willa Pietrusińskiego przy ul. Tykocińskiej, ulice: Barkocińska, Ossowskiego, Witebska),
- Radom (restauracja "Myśliwska" przy ul. Żeromskiego, osiedle Ustronie, rynek, ratusz, kościół św. Jana Chrzciciela przy ul. Rwańskiej, Muzeum im. Jacka Malczewskiego w rynku),
- Modlin,
- Nowy Jork[1].

## Recepcja
Dyrygent, wyprodukowany przez Zespół Filmowy „X”, należy do kanonu kina moralnego niepokoju. Wajda, reżyserując ów film, świadomie nawiązywał figurą polskiego autorytetu do pielgrzymki papieża Jana Pawła II do Polski w 1979. Film został entuzjastycznie przyjęty za granicą, zdobywając m.in. Srebrnego Niedźwiedzia dla najlepszego aktora (za rolę Seweryna) na 30. MFF w Berlinie oraz nagrodę FIPRESCI na MFF w San Sebastián; mnożyły się porównania z Próbą orkiestry (1979) Felliniego. Jednocześnie w Polsce przyjęto film z rezerwą, gdyż polscy krytycy wskazywali na niedopowiedzenia w kwestii konfliktu małżeńskiego między Martą a Adamem, a także na rażąco jednoznaczną postać Lasockiego.

## Obsada
- John Gielgud – John Lasocki
- Krystyna Janda – Marta Pietryk
- Andrzej Seweryn – Adam Pietryk
- Jan Ciecierski – ojciec Marty
- Tadeusz Czechowski – pan Tadzio
- Marek Dąbrowski – urzędnik z Wydziału Kultury
- Józef Fryźlewicz – wojewoda
- Janusz Gajos – dygnitarz z Warszawy
- Stanisław Górka – kontrabasista z orkiestry
- Mary Ann Krasinski – amerykańska koleżanka Marty
- Anna Łopatowska – skrzypaczka Anna
- Maria Seweryn – Marysia Pietryk
- Mavis Walker – Lilian Lasocki
- Wojciech Wysocki – skrzypek Kwiatkowski
- Stanisław Zatłoka – pan Rysio

oraz
- "Kamionka" (Zespół Ludowy z Łysej Góry)
- "Orkiestra Symfoniczna Centralnego Zespołu Artystycznego Wojska Polskiego"
- Mariusz Gorczyński (skrzypek z Warszawy; nie występuje w czołówce)